# Till det kämpande Vietnam
Till det kämpande Vietnam är en skiva utgiven av De förenade FNL-grupperna, på förlaget Befria Södern.
Skivans omslag, texthäfte och konvolut innehåller idel bilder på vietnamesiska, beväpnade befrielsekämpar och skriftställaren Jan Myrdal har skrivit en mindre text på skivans baksida där han konstaterar att:
| ”                 | I sitt befrielsekrig mot angriparna från Förenta Staterna slår de indokinesiska folken nu tillbaka; de går mot seger. Detta deras rättfärdiga krig mot en den rovgirigaste imperialism är en historisk vändpunkt. Det var de härskande i världens mäktigaste industrination som gav sina styrkor order om att slå ned några fattiga och svaga folk som höll på att kämpa sig fria från kolonialismen. /.../ Dock - de svaga besegrar de starka! | „ |
| – Skivans baksida | |   |

## Låtlista
1. "Till det kämpande Vietnam" - (Maria FNL-grupp)
2. "Sång om de indokinesiska folken" - (Vasa FNL-grupp)
3. "Vietnams folk står enat" - (Uppsala FNL-grupp)
4. "Vilken president!" - (Uppsala FNL-grupp)
5. "Herr ambassadör" - (Östermalms FNL-grupp)
6. "Vartän vattnet leds, följer fisken med" - (Uppsala FNL-grupp)
7. "Befrielsearméns sång" - (Vasa FNL-grupp)
8. "Sången om freden" - (Maria FNL-grupp)
9. "Demonstrantvisa" - (Östermalms FNL-grupp)
10. "Till fronten" - (Vasa FNL-grupp)
11. "Tango i Saigon" - (Uppsala FNL-grupp)
12. "Glanshammarvisa" - (Maria FNL-grupp)
13. "Rädda dollarn" - (Maria FNL-grupp)
14. "Sången om svalorna" - (Maria FNL-grupp)
15. "Befria Södern"